# 2,4-Dihidroksi-1,4-benzoksazin-3-on-glukozid dioksigenaza
2,4-dihidroksi-1,4-benzoksazin-3-on-glukozid dioksigenaza (EC 1.14.20.2, BX6 (gen), DIBOA-Glc dioksigenaza) je enzim sa sistematskim imenom (2R)-4-hidroksi-3-okso-3,4-dihidro-2-1,4-benzoksazin-2-il beta--glukopiranozid:kiseonik oksidoreduktaza (7-hidroksilacija). Ovaj enzim katalizuje sledeću hemijsku reakciju:
(2)-4-hidroksi-3-okso-3,4-dihidro-2-1,4-benzoksazin-2-il beta--glukopiranozid + 2-oksoglutarat + O2 {\displaystyle \rightleftharpoons } (2R)-4,7-dihidroksi-3-okso-3,4-dihidro-2-1,4-benzoksazin-2-il beta--glukopiranozid + sukcinat + CO2 + 2O
Ovaj enzim učestvuje u biosintezi zaštitnih i alelofatičnih benzoksazinoida kod nekih biljki, najčešće iz familije Poaceae (trave).

## Literatura
- Nicholas C. Price; Lewis Stevens (1999). Fundamentals of Enzymology: The Cell and Molecular Biology of Catalytic Proteins (Third изд.). USA: Oxford University Press. ISBN 019850229X.
- Eric J. Toone (2006). Advances in Enzymology and Related Areas of Molecular Biology, Protein Evolution (Volume 75 изд.). Wiley-Interscience. ISBN 0471205036.
- Branden C; Tooze J. Introduction to Protein Structure. New York, NY: Garland Publishing. ISBN 0-8153-2305-0.
- Irwin H. Segel. Enzyme Kinetics: Behavior and Analysis of Rapid Equilibrium and Steady-State Enzyme Systems (Book 44 изд.). Wiley Classics Library. ISBN 0471303097.

## Spoljašnje veze
- 2,4-dihydroxy-1,4-benzoxazin-3-one-glucoside+dioxygenase на 